# Mosaico na TV
O Mosaico na TV (ou simplesmente Mosaico) é um programa de televisão brasileiro exibido na TV Aberta de São Paulo, sintonizada nos canais 9 da Claro TV e 8 da Vivo TV. É exibido desde 16 de julho de 1961, sendo o programa mais antigo da televisão brasileira ainda em exibição, seguido pelo Programa Silvio Santos do SBT. É um programa voltado à comunidade judaica da cidade de São Paulo.

## História

### Emissoras
Foi exibido primeiramente na TV Excelsior em 1961. Dois anos depois, o programa se transferiu para a TV Cultura (então pertencente aos Diários Associados). Com a transferência da emissora para o governo de São Paulo, passou a ser exibido pela TV Tupi, onde ficou de 1967 até junho de 1971, quando o programa passou a ser exibido pela TV Gazeta, mas quando esta se afiliou à CNT, passou a ser exibido na rede até 2000. Depois que se desfiliou da CNT, a Gazeta manteve o Mosaico no ar até abril de 2003, foi quando o programa passou a ser exclusivo para os assinantes de TV a cabo da NET e Vivo TV.

### Produção
Baseado no programa de rádio com o nome de Mosaico, era dirigido por Álvaro de Moya, juntamente com o criador do programa Francisco Gotthilf.

### Sinopse
Contém uma linha editorial pluralista com forte direcionamento cultural, o programa sempre recebeu convidados de diferentes religiões, bem como de todos os setores da comunidade Judaica, funcionando, de acordo com Francisco Gotthilf, seu idealizador, como uma ponte pelo entendimento e contra o preconceito.
Na época em que o programa comemorou 47 anos de exibição, no ano de 2008, a produtora Videcom lançou um documentário sobre a história do programa e de seu criador chamado de "Sr. Mosaico", como parte de um projeto que incluiu um livro e a digitalização de todo o acervo audiovisual do programa (que foi doado para o Arquivo Histórico Judaico de São Paulo).

## Personalidades
Principais nomes citados por Francisco Gotthilf
- David Ben Gurion, então primeiro-ministro de Israel (1948-1953)
- Jânio Quadros, o então presidente da república do Brasil (1961)
- Fernando Henrique Cardoso, o então presidente da república do Brasil (1995-2003)
- Albert Sabin, cientista e pesquisador médico
- Itzhak Rabin, o então primeiro-ministro de Israel (1974-1977)
- Mikhail Gorbachev, o então último líder da extinta União Soviética (1985-1991)
- Papa João Paulo II, o então papa e líder mundial da Igreja Católica Apostólica Romana (1978-2005)

Principais repórteres
- Boris Casoy
- Mona Dorf
- Ney Gonçalves Dias
- Alberto M. Danon
- Mauro Zukerman
- Rosana Hermann